# Cinta adhesiva
La cinta adhesiva s'utilitza per unir dos objectes de manera temporal, o de vegades també permanent. La cinta adhesiva conté una emulsió adhesiva per una cara, tot i que n'existeixen varietats adhesives per les dues cares. S'elabora amb cautxú sense tractar.
Té dos components bàsics: per un cantó el suport (que pot ser de paper, teixit, PVC, PP, PE…) i l'adhesiu. Hi ha diversos tipus d'adhesiu (de cautxú natural o sintètic, acrílics o de silicona), i el tipus d'adhesiu definirà quina cinta s'ha de fer servir en cada situació. A més poden tenir adhesiu a un cantó (cintes d'una cara) o als dos (cintes de dues cares). Aquestes últimes es fan servir per fixar materials tant de manera temporal com permanent.
El tipus de cintes més estesa són els "precintes" (cintes amb suport plàstic i adhesiu de cautxú) que es fan servir per tancar caixes, i les de paper, conegudes com a cintes de pintor, que es fan servir principalment per protegir les zones sobre les que no es vol aplicar pintura. També hi ha la cinta adhesiva transparent o invisible molt usual en tasques administratives o casolanes.
El 1923 un jove enginyer Richard Drew, entrà a treballar a una empresa de Saint Paul (Minnesota) anomenada 3M (Minnesota Mining and Manufacturing). En aquella època 3M es limitava a la fabricació de paper de vidre, i Richard Drew s'encarregà del control de qualitat. Aquesta activitat professional el portà a visitar diversos tallers, on copsà les dificultats a l'hora de pintar les carrosseries dels cotxes. Després de dos anys de treballs, va fer arribar a un taller de cotxes un paper engomat que, en retirar-lo, no malmetés la part pintada. La cinta adhesiva va ser inventada el 1925 per Richard Drew.
La cinta original era cinta amb paper al dors, a partir d'aquesta es van crear les cintes transparents i d'altres. El 1930 fou comercialitzat el primer rotlle de cinta adhesiva d'ús domèstic.